# 范克希
范克希（1912年2月16日—？），醫生，越南政治人物、外交官，曾擔任越南共和國駐法國大使。

## 生平

### 早年經歷
1912年2月16日，范克希出生於越南北方寧平。
范克希畢業於河內大學醫學院和巴黎大學醫學院，1938年至1954年從事醫療工作。

### 政治生涯
1952年至1953年，范克希任河內市議會成員，1954年至1955年，任位於巴黎的法蘭西聯盟議會成員。
1957年11月，范克希出任越南共和國駐法國大使。
1961年，越南共和國與喀麥隆和達荷美兩國建交，范克希兼任駐雅溫得大使。